# Maury Yeston
Maury Yeston (* 23. Oktober 1945 in Jersey City, New Jersey) ist ein US-amerikanischer Musicalkomponist, Songtexter und Autor. Zudem lehrt er als Musikwissenschaftler und ist auch als wissenschaftlicher Autor tätig. Yeston studierte an der Yale University und am Clare College der Universität Cambridge.

## Leben
Bekannt wurde Yeston durch die Erfolge seiner Broadway-Stücke Nine, Titanic – Das Musical und Grand Hotel. Aber auch am Off-Broadway sind bemerkenswerte Stücke von ihm gespielt worden.
Für die 100-Jahr-Feier der Carnegie Hall in New York schrieb er 1991 die December Songs, einen modernen Liederzyklus, der auf Franz Schuberts Winterreise beruht und von Pia Douwes auf Deutsch eingesungen wurde.
Für sein Konzept-Album Goya – a Life in Song hat Yeston den in der Interpretation von Barbra Streisand zum Hit gewordene Song Till I Loved You geschrieben, der auf dem Album in Interpretationen von Plácido Domingo mit Dionne Warwick und Gloria Estefan zu hören ist.
Neben seiner kreativen Tätigkeit ist Yeston Präsident diverser Stiftungen wie der Kurt-Weill-Stiftung.

## Werke
Liste der Werke beruhend auf der Homepage des Komponisten Yeston Music Ltd.

### Bühnenwerke

#### Musicals
- Ramayana, 1972, Vorlage:  Ramayana
- Nine, Vorlage: Achteinhalb von Federico Fellini, erste Broadwayproduktion 1982
- In the Beginning /  One Two Three Four Five, Vorlage: Tora, 1987
- Goya: a life in song, ursprünglich Konzeptalbum veröffentlicht mit Placido Domingo im März 1989, spanische Fassung, 1991
- Grand Hotel, Uraufführung am Broadway am 12. November 1989
- Phantom, Vorlage: Le fantôme de l’opéra von Gaston Leroux, erste Produktion am Theatre Under The Stars in Houston 1991
- Titanic,  Uraufführung: 23. April 1997 am Lunt-Fontanne Theatre am Broadway in New York
- Club Moscow, 2010
- Death takes a Holiday, Vorlage: gleichnamiger Roman von Alberto Casella, Uraufführung: 14. Juli 2011 am Laura Pels Theatre in New York City

#### Ballett
- Tom Sawyer, Ballett in drei Akten, Vorlage: Die Abenteuer des Tom Sawyer  von Mark Twain, Uraufführung am 14. Oktober 2011 am Kauffman Center for the Performing Arts in Kansas City

#### Revue
- Anything can happen in the theater, Misicalrevue, Premiere im März 2020 von der Manhattan’s York Theater Company

#### Schauspielmusik
- Cloud 9, Schauspielmusik zum Theaterstück von Caryl Churchill, 1983

### Konzertante Musik

#### Orchesterwerke
- December Songs für Singstimme und Orchester, 1991
- An American Cantata,  Choral Symphony für 2000 Stimmen und Orchester, Uraufführung im Juli 2000 auf den Stufen des Lincoln Memorial im Rahmen einer Millenniumsfeier, Auftragswerk des Kennedy Center für Leonard Slatkin und das National Symphony Orchestra
- Aube and other Images für Singstimme und Kammerorchester, Vorlage: das Gedicht Aube von Arthur Rimbaud
- Cello-Konzert, uraufgeführt von Yo-Yo Ma
- Tom Sawyer Suite

#### Kammermusik
- Trilogues für drei Streichquartette
- Song for Violin für Violine und Klavier

#### Werke für Singstimme und Klavier
- Ecstatic Songs
- My Grandmother’s love letters, Fassung, die nicht in December Songs enthalten ist

#### Klavierwerke
- Klaviersonate
- Tom Sawyer, Klavierfassung des Balletts für den Konzertsaal
- Valse melancholique
- Etüde c-moll

### Einspielungen
- Christmas in the Stars, 1980
- Maury Yeston Songbook, 2003
- Laura Osnes - The songs of Maury Yeston, 2013
- Maury sings Yeston - The Demos, 2020

### Publikationen
- Music Theory - The stratificarion of Musical Rhythm, Yale University Press, 1976, ISBN 978-0-300-01884-4

## Auszeichnungen
Oscar-Nominierung für den Song Take It All aus Nine (2010)
Tony Award für
- Nine (1982)
- Titanic (1997)
- nominiert für Grand Hotel (1990)

Grammy-Nominierungen für Titanic (1998)
Drama Desk Award für
- Nine (Musik und Texte) (1982)
- nominiert für Grand Hotel (Musik und Texte) (1990)